# Quai du Louvre
Quai du Louvre (Nábřeží Louvru) je nábřeží v Paříži. Nachází se v 1. obvodu. Je pojmenováno podle nedalekého královského paláce Louvre. Nábřeží je součástí rychlostní komunikace Voie Georges-Pompidou.

## Poloha
Nábřeží leží na pravém břehu řeky Seiny naproti západnímu cípu ostrova Cité. Začíná na křižovatce s ulicí Rue de la Monnaie u mostu Pont Neuf, kde navazuje na Quai de la Mégisserie, a končí na křižovatce s ulicí Rue de l'Amiral-de-Coligny, odkud pokračuje po proudu Quai François-Mitterrand.

## Historie
Větší část nábřeží mezi Rue de l'Amiral-de-Coligny a Quai des Tuileries byla v roce 2003 přejmenována na Quai François-Mitterrand, takže Quai du Louvre je dnes se svými 80 metry nejkratším nábřežím v Paříži.

## Významné stavby
- Obchodní dům La Samaritaine